# Meike Holländer
Meike Holländer (* 18. Januar 1965 in Bremerhaven) ist eine ehemalige deutsche Ruderin. 

## Sportliche Karriere
Meike Holländer nahm dreimal an Junioren-Weltmeisterschaften teil. 1981 belegte sie mit dem Achter den vierten Platz, 1982 gewann sie mit dem Achter die Silbermedaille und 1983 belegte sie im Doppelzweier den siebten Platz. 1985 nahm sie erstmals an Weltmeisterschaften in der Erwachsenenklasse teil und belegte den neunten Platz im Doppelvierer. Zwei Jahre später erreichte sie mit dem Achter den fünften Platz bei den Weltmeisterschaften 1987. Bei den Olympischen Spielen 1988 belegte sie mit dem Achter den siebten Platz. 1990 gewann sie mit dem Vierer ohne Steuerfrau in der Besetzung Sylvia Dördelmann, Meike Holländer, Gabriele Mehl, Cerstin Petersmann hinter dem rumänischen Boot die Silbermedaille bei den Weltmeisterschaften 1990 in Neuseeland.
Die 1,78 m große Ruderin vom Bremerhavener RV von 1889 gewann 1985 die Deutsche Meisterschaft im Doppelvierer. Zusammen mit Gabriele Mehl war sie dreimal Vizemeisterin im Zweier ohne Steuerfrau. 1990 erruderte sie mit dem Vierer ohne Steuerfrau ihren zweiten Meistertitel.